# Nghị chính Vương Đại thần
Hội nghị Nghị chính Vương Đại thần (phồn thể: 議政王大臣會議; giản thể: 议政王大臣会议; bính âm: Yìzhèng Wáng Dàchén Huìyì; tiếng Mãn: ᡥᡝᠪᡝ ᡳ
ᠪᠠ, Möllendorff: hebe i ba), còn được gọi tắt là Nghị chính xứ (phồn thể: 議政處; giản thể: 议政处; bính âm: Yìzhèng Chù), là một cơ quan cố vấn cho Hoàng đế (Đại hãn) thời kỳ đầu nhà Thanh. Nghị chính xứ khởi thủy được Đại hãn Hậu Kim Nỗ Nhĩ Cáp Xích lập ra một cách không chính thức vào những năm 1610-1620, đến đời Hoàng Thái Cực chính thức thành lập năm 1626 và mở rộng hoàn chỉnh vào năm 1637. Tham gia Nghị chính xứ đa số là các quý tộc Mãn Châu cao cấp nhất, chuyên họp và cố vấn cho Đại hãn các vấn đề quan trọng của quốc gia, là nơi cung cấp lời khuyên chính về phương diện quân sự cho Hoàng Thái Cực, Thuận Trị Đế (1643–1661) và Khang Hi Đế (1661–1722). Nghị chính xứ đạt đến đỉnh cao quyền lực vào thời kỳ Đa Nhĩ Cổn nhiếp chính (đầu thời Thuận Trị) và Ngao Bái phụ chính (đầu thời Khang Hy). Tuy nhiên, sau khi Khang Hy nắm triều chính, dần đã giảm bớt ảnh hưởng của Nghị chính xứ.
Đến thời Ung Chính, Quân cơ xứ được thành lập năm 1730, với tính chất cố vấn tương tự như Nghị chính xứ, nhưng có quyền hạn hẹp hơn và thành viên mở rộng hơn (bao gồm cả Mãn, Hán...). Sau khi đóng vai trò là cơ quan hoạch định chính sách có ảnh hưởng nhất của triều đại trong hơn một thế kỷ, Nghị chính xứ dần chỉ còn trên danh nghĩa. Năm 1792, cuối đời Càn Long, Nghị chính xứ chính thức bị loại bỏ, dù vẫn giữ lại tước vị Nghị chính vương cho đến tận khi nhà Thanh sụp đổ năm 1912 như một danh vị danh dự.

## Nguồn gốc

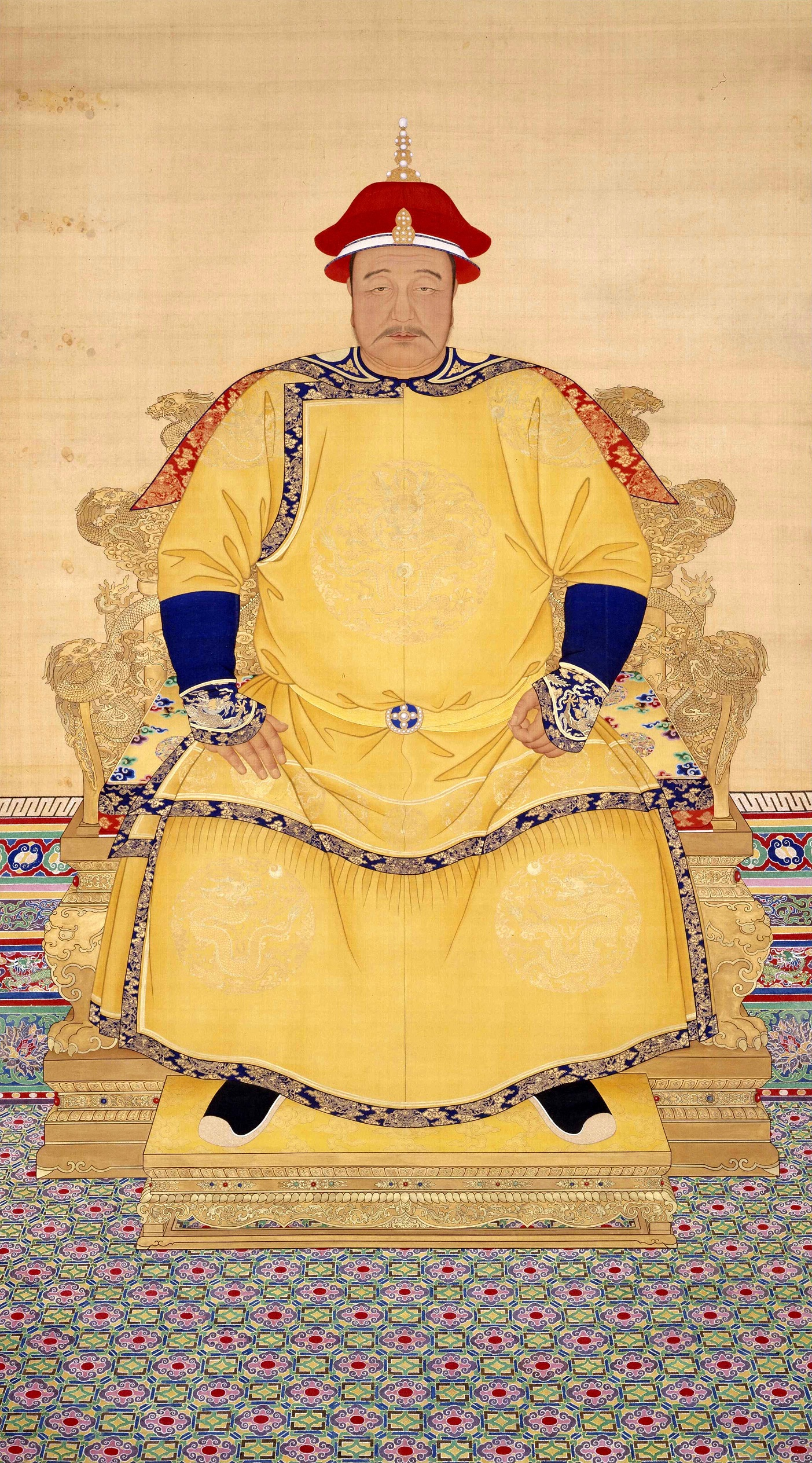
Hoàng Thái Cực mặc triều phục. Ông thành lập Nghị chính xứ năm 1627

## Đỉnh cao quyền lực

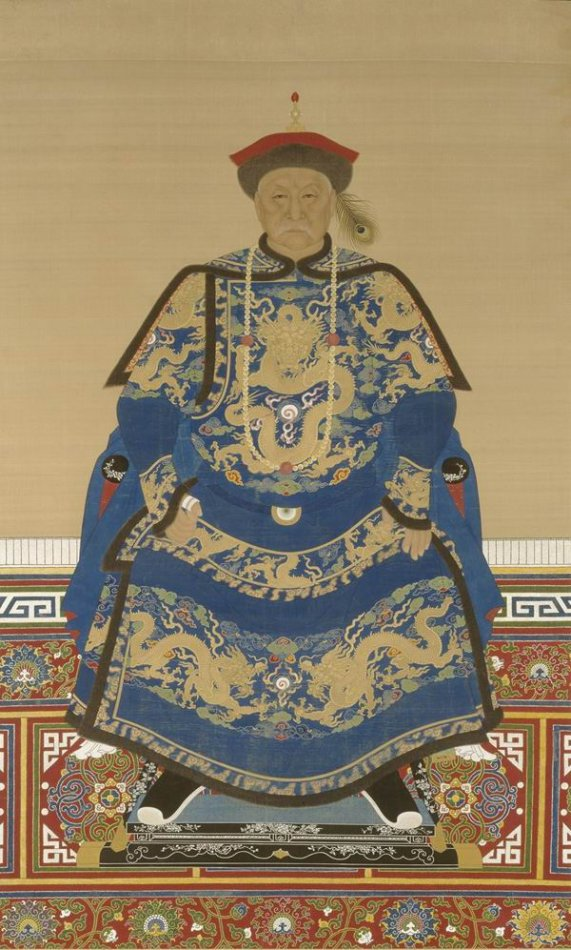
Ngao Bái là một trong bốn người Phụ chính cho Khang Hi những năm 1661–1669, ông đã đem Nghị chính xứ trở thành công cụ cho những quyết sách mới